# 吉沢京子
吉沢 京子（よしざわ きょうこ、1954年3月2日 - ）は、日本の女優。東京都板橋区出身。埼玉県北足立郡戸田町（現・戸田市）出身。明大付属中野高校卒業。身長155cm。46kg（1976年2月）。

## プロフィール
東京都板橋区に生まれ、デビューまで埼玉県戸田市に育つ。1966年（昭和41年）、12歳の時「劇団ひまわり」に3期生として入り、 少女モデルとして活躍する。
1967年、東宝『燃えろ！太陽』で酒井和歌子の妹役で映画デビュー。その後、テレビコマーシャルに出演し、1968年にはNET（現テレビ朝日）『フルーツポンチ3対3』にレギュラー出演。
1968年、小山ルミ、羽太幸得子と共にスナッキーガールズに参加。シングル盤「スナッキーで踊ろう」は海道はじめ（坂越達明）名義。
1969年、TBSの人気番組『柔道一直線』で、ヒロイン（ミキッペ）こと「高原ミキ」を演じる。
1971年、東宝映画16才シリーズや日本テレビの 『さぼてんとマシュマロ』に主演し、若者たちのアイドルとして活躍する一方、小林桂樹と共演した東宝映画『父ちゃんのポーが聞える』で、ハンチントン病に侵されながらも父親に愛されて亡くなった少女・杉本則子を演じ、文部大臣新人賞、エランドール賞新人賞を受賞する。ブロマイド俳優部門で売上1位になる。
以降、テレビ、舞台で時代劇を中心に数多くの作品に出演。日本舞踊「西川流鯉風派」の名取「西川舞左」でもある。
ギャグ漫画『ど根性ガエル』の作者の吉沢やすみもファンであり、同作に登場する京子ちゃんのモデルにもなっている。
私生活では、1983年に東宝と資本関係があったコマ・スタジアム社長の次男と結婚し、玉の輿婚と話題になる。1985年に1男を儲けるが、1989年に離婚している。2018年に能楽が縁で、2歳年上の税理士と再婚した。

## 出演

### テレビドラマ
- ナショナルゴールデン劇場（NET→テレビ朝日）
  - フルーツシリーズ / フルーツポンチ3対3（1968年-1969年）
  - 亭主の好きな柿8年 女房太閤記（1970年）
  - にんじんの詩（1972年）
  - じゃがいも（1973年-1975年）
  - どてかぼちゃ（1975年-1976年）
  - かあちゃん（1977年）
  - かあさんの嘘（1977年）
  - 竹の子すくすく（1977年-1978年）
- 無用ノ介 第2話「無用ノ介の首五百両也」（1969年3月8日、日本テレビ・国際放映）
- ポーラテレビ小説 「パンとあこがれ」（1969年3月-9月、TBS）
- お嫁さん 第6シリーズ（1969年4月-9月、フジテレビ）
- 柔道一直線（1969年6月-1971年4月、TBS）
- 銀河テレビ小説（NHK総合）
  - 台所太平記（1970年）
  - 体の中を風が吹く（1973年）
  - 霧の中の少女（1976年） - 由子
  - 早春の光（1977年）
- 柳生十兵衛 第27話「殴り込み中仙道」（1971年、フジテレビ） - お春
- 男は度胸（1970年-1971年、NHK総合）
- 太陽の恋人（1971年7月-10月、NET・東映） - 天地真理
- 東芝日曜劇場（TBS）
  - さらば夏の日（1971年、CBC制作）
  - 北の都に秋たけて（1972年、ABCテレビ制作）
  - 歩いて歩いて（1973年、ABCテレビ制作）
  - おれの気持（1975年）
  - 母さんのお婿さん（1976年）
  - 京おんな・恋のおくり火（1978年）
- さぼてんとマシュマロ（1971年10月-1972年3月、日本テレビ・ユニオン映画）
- レモンの天使（1971年10月-1972年3月、フジテレビ）
- 江戸巷談・花の日本橋（関西テレビ）
  - 第19話「弥次喜多 女難の巻」（1972年）
  - 第20話「幽霊道中」（1972年）
- おこりんぼ（1972年2月-6月、TBS）
- 大江戸捜査網II 杉良太郎版 第2話「花吹雪いのち子守唄!」（1972年、東京12チャンネル・日活）
- 忍法かげろう斬り 第16話「生きていた怨霊」（1972年、関西テレビ・東映） - お菊
- 金曜ドラマ 「家族日誌」（1972年4月-6月、TBS）
- 土曜ドラマ 「ハンバーグと芸者」（1972年、日本テレビ）
- 紫頭巾事件帖 第23話「血を呼ぶ祝言」（1972年、東京12チャンネル・松竹） - お静
- 大岡越前（TBS / C.A.L）
  - 第3部 第19話「私は泣かない」（1972年10月23日） - お京
  - 第4部（1974年10月-1975年3月)  - 綾 役 レギュラー
  - 第6部 第10話「鷹の威を借る悪い奴」（1982年5月10日） - お光
- みんなで7人（1972年10月-1973年9月、TBS・テレパック）
- 眠狂四郎 第7話「峠路に赤い実を撃つ」（1972年11月、関西テレビ・東映）
- 家光が行く（1972年10月-12月、日本テレビ・ユニオン映画） - おるい
- ブラザー劇場 「熱血猿飛佐助」（1972年10月-1973年4月、TBS）
- 隼人が来る 第19話「逃げ出した花嫁」（1973年、フジテレビ / 東映）
- 水戸黄門 （TBS / C.A.L）
  - 第4部 第20話「湖水の女 -十和田-」（1973年6月4日） - おりん
  - 第6部 第11話「黄門さまの縁むすび -出雲-」（1975年6月9日） - 奈美
  - 第8部 第23話「黄門さまは時の氏神 -大洲-」（1977年12月19日） - おしの
  - 第9部 第2話「死を賭けた武士道 -いわき-」（1978年8月14日） - なつ
  - 第11部
    - 第6話「奇祭・化け物まつりの対決 -鶴岡-」（1980年9月22日） - お香代
    - 第19話「馬に蹴られた悪企み -三国峠-」（1980年12月22日） - おきみ

  - 第12部 第22話「秘伝の薬で悪退治 -富山-」（1982年1月25日） - お志津
  - 第14部 第4話「わがまま姑の嫁いびり -白石-」（1983年11月21日） - おかや
  - 第15部 第29話「宿場救った孤独の十手 -中津川-」（1985年8月12日） - おせつ
  - 第24部 第5話「母と名乗れぬ女の涙 -桑名-」（1995年10月16日） - おこう
- 旅人異三郎 第9話（1973年、東京12チャンネル / 三船プロ）
- まごころ（1973年、TBS） - 宅間紅
- おこれ!男だ 第18話「海よ! わが胸の火を消すな」（1973年、日本テレビ・松竹）
- 水曜劇場 「娘はむすめ」（1973年-1974年、TBS）
- タケダアワー（TBS）
  - 隠密剣士（1973年）
  - 隠密剣士 突っ走れ!（1973年12月-1974年3月）
- 五つの恋（1973年、TBS）
- パパ愛してる!!（1974年4月-9月、NET・東映） - 主演・富士宮ユリ
- めしはまだか!（1974年4月-9月、NET） - タマミ
- 池田大助捕物日記（1974年10月-1975年3月、関西テレビ）
- 運命峠 第12話「夜霧の江戸」（1974年、関西テレビ） - 八重
- 座頭市シリーズ（フジテレビ）
  - 座頭市物語 第23話「心中あいや節」（1975年）- とよ
  - 新・座頭市 第4話「月の出の用心棒」（1976年）
  - 新・座頭市II 第14話「夢に追われて阿波踊り」（1978年）
- おふくろさん（1975年4月-9月、日本テレビ）
- 必殺シリーズ（ABCテレビ・松竹）
  - 必殺仕置屋稼業 第23話「一筆啓上墓穴が見えた」（1975年） - お篠
  - 必殺商売人 第13話「裏の稼業にまた裏稼業」（1978年） - おいね
  - 必殺仕事人 第36話「合掌技地獄落し」（1980年1月25日） - 芳春尼
  - 必殺仕舞人 第5話「津軽じょんがら嘆きのひと節－青森－」（1981年3月6日） - なつ
  - 新・必殺仕事人 第37話「主水女の節句に遠慮する」（1982年2月26日） - お香（小あさ）
  - 必殺仕事人IV 第23話「せん 遺言状を書く」（1984年） - 春草
- 痛快!河内山宗俊 第13話「鯉が命の子守唄」（1975年、フジテレビ）
- マチャアキの森の石松 第2話（1975年、NET・国際放映）
- 江戸を斬るシリーズ（TBS・C.A.L.）
  - 江戸を斬るII 第3話「爽快遠山一番手柄」（1975年） - おせつ
  - 江戸を斬るIII 第19話「どじな兄貴の妹想い」（1977年） - さん
- 土曜劇場 「春一番」（1976年、フジテレビ）
- 花ぼうろ（1976年1月-1978年6月、読売テレビ・東宝）
- ポーラ名作劇場 「契りきぬ」（1976年、NET）
- 花王 愛の劇場 / 絶唱（1976年、TBS） - 小雪
- 風船逃げるな（1976年、読売テレビ）
- 母の肖像（1977年、TBS）
- つくしんぼ（1977年12月-1978年3月、東海テレビ・フジテレビ系） - 新見彩子(健の担任教師)
- 江戸の旋風シリーズ（フジテレビ / 東宝）
  - 同心部屋御用帳 江戸の旋風II 第48話「韋駄天むすめ」（1977年）
  - 新・江戸の旋風 第23話「源兵衛長屋に鶴が来た」（1980年） - 千代
- 新五捕物帳 第28話 「駒形あわれ流し笛」（1978年） - おさち
- 忍ぶ橋（1979年、MBS）
- 大空港 第45話「愛の墓標・次に消されるのはどいつだ!」（1979年、フジテレビ） - 山本和美
- 桃太郎侍 第155話「べらんめえ姫君」 (1979年、日本テレビ)
- 鉄道公安官 第37話「遠い旅・殺人者の青春」（1980年、テレビ朝日） - 雨宮ゆう子
- 大江戸捜査網 松方弘樹版 （東京12チャンネル→テレビ東京 / 三船プロ）
  - 第427話「花嫁絶唱地獄の情け船」（1980年） - 菊弥
  - 第476話「運命に泣く幸薄き女」（1981年） - おみつ/おゆき・二役
- 銭形平次（フジテレビ / 東映）
  - 第713話「大江戸大地震」（1980年） - お琴
  - 第822話「玄界灘に銭が飛ぶ」（1982年） - おさよ
- 柳生あばれ旅 第1話「天狗の子守唄 -品川-」（1980年、テレビ朝日 / 東映）- お駒
- 長七郎天下ご免! （テレビ朝日 / 東映）
  - 第16話「風が運んだお姫さま」（1980年）- 琴姫
  - 第57話「米なき里の豊年踊り」（1981年）- お秋
  - 第103話「春ごよみ人情宝船」（1982年）- 由利
- 徳川の女たち　第二部（1980年　フジテレビ / 東映） - お袖
- 土曜ワイド劇場（テレビ朝日）
  - 女弁護士 朝吹里矢子4（1980年）
  - 3DKの通り魔（1982年） - 紀子
- 御宿かわせみ 第2話「卯の花匂う」（1980年、NHK総合）
- 木曜ゴールデンドラマ / 細雪（1980年、読売テレビ）
- 江戸の用心棒 第5話「この生命三十両」（1981年、フジテレビ・東宝・映像京都） - しのぶ
- 鬼平犯科帳 第3シリーズ 第13話「男の毒」（1982年、テレビ朝日 / 東宝） - おきよ
- 暴れん坊将軍シリーズ（テレビ朝日 / 東映）
  - 吉宗評判記 暴れん坊将軍
    - 第139話「口説いた相手が悪かった」（1980年） - お芳
    - 第197話「河豚より怖し小判鮫」（1982年） - お勝

  - 暴れん坊将軍II 第71話「疑惑を呼んだ小さな命！」（1984年） - お八重
  - 暴れん坊将軍III 第119話「大江戸めおと花火」（1990年） - お邦
  - 暴れん坊将軍V 第12話「二人妻の用心棒」（1993年） - おたき
  - 暴れん坊将軍VII 第13話「凧よ、あがれ、誇り高く」（1996年） - 郁
- 新・なにわの源蔵事件帳 第10話「エレキ恐るべし」（1984年、NHK総合）
- 時をかける少女（フジテレビ、内田有紀&安室奈美恵姉妹の母親役）
- 救急戦隊ゴーゴーファイブ（1999年、テレビ朝日 / 東映） - 巽 律子
- レッド（2001年　東海テレビ・フジテレビ系）
- 火曜サスペンス劇場「切り裂かれた夫婦」（2000年、日本テレビ）
- 金曜エンタテイメント「京都祇園入り婿刑事事件簿9」（2002年、フジテレビ） - 梅渓美弥子
- ひるドラ「パンダが町にやってくる」（2008年11月3日～、MBS） - 柔道道場の妻・十条初子
- 新春ワイド時代劇「寧々〜おんな太閤記」（2009年1月2日、テレビ東京） - 孝蔵主（高台院近侍の尼僧）

### 映画
- 燃えろ! 太陽（1967年12月6日、東宝）
- バツグン女子高校生 16才は感じちゃう（1970年8月14日、東宝）
- バツグン女子高校生 そっとしといて16才（1970年11月14日、東宝）
- 高校さすらい派（1970年12月16日、松竹）
- 喜劇 右むけェ左!（1970年12月31日、渡辺プロ）
- 若大将対青大将（1971年1月9日、東宝）
- 幻の殺意（1971年4月15日、東宝）
- 喜劇 昨日の敵は今日も敵（1971年4月29日、渡辺プロ）
- 恋人って呼ばせて（1971年6月5日、東宝）
- 父ちゃんのポーが聞える（1971年9月24日、東宝）
- 起きて転んでまた起きて（1971年12月31日、東京映画）
- 新座頭市物語 折れた杖（1972年9月2日、勝プロ）
- 舞妓はんだよ全員集合!!（1972年12月29日、松竹）
- ひとつぶの涙（1973年11月3日、松竹）
- 涙のあとから微笑みが（1974年3月30日、松竹）
- Dolls［ドールズ］（監督：北野武。2002年12月2日、松竹）

### 舞台
- 山本富士子特別公演「春琴抄」
- 「鶴来屋おゆう」
- 「同期の桜 君にめぐり逢いたい」（2007年、九段会館・名古屋中日劇場・新歌舞伎座）
- 「返り花」（2007年5月15日～5月19日、三越劇場）
- 「はなのお六道中みやげ」（南座）
- 森進一特別公演「石松売出す!!恋風道中」
- 「初もみじ　夫婦囃子」
- 山本譲二特別公演「望郷しぐれ」
- 小林幸子特別公演「江戸版　時代屋の女房」
- 「徳川宗春」
- 五木ひろし特別公演「雨あがる」
- 五木ひろし特別公演「さぶ」

### その他のテレビ番組
- ヤング720（TBS） - 司会アシスタント
- 大人の習い事「かんたんリメイク」（BSジャパン） - 司会

ほか多数

### CM
- 商工組合中央金庫
- ハウス食品
- 大塚製薬
- 富士薬品（テレビ、ラジオ）
- フランスベッド
- 養命酒
- NTTドコモ
- 花王
- 芦屋婦人
- 日本香堂

## ディスコグラフィ

### シングル
| #                | 発売日           | A/B面            | タイトル               | 作詞             | 作曲             | 編曲             | 規格品番         |
| ユニオンレコード | ユニオンレコード | ユニオンレコード | ユニオンレコード       | ユニオンレコード | ユニオンレコード | ユニオンレコード | ユニオンレコード |
| ---------------- | ---------------- | ---------------- | ---------------------- | ---------------- | ---------------- | ---------------- | ---------------- |
| 1                | 1970年 3月10日   | A面              | 幸せってなに?          | 岩谷時子         | 森本太郎         | 川口真           | US-656-J         |
| 1                | 1970年 3月10日   | B面              | 知らない人の群のなかを | 岩谷時子         | 森本太郎         | 川口真           | US-656-J         |
| 2                | 1970年 8月       | A面              | すっ跳べ青春           | 岩谷時子         | 宮川泰           | 宮川泰           | US-675           |
| 2                | 1970年 8月       | B面              | 雨あがりの恋           | 岩谷時子         | 森本太郎         | 川口真           | US-675           |
| 3                | 1970年 11月      | A面              | そっとしといてネ!      | 岩谷時子         | 森本太郎         | 川口真           | US-694           |
| 3                | 1970年 11月      | B面              | 星を買いにゆこう       | 岩谷時子         | 森本太郎         | 川口真           | US-694           |
| 4                | 1971年 5月       | A面              | 最近気になること       | 有馬三恵子       | 宮川泰           | 宮川泰           | US-707           |
| 4                | 1971年 5月       | B面              | 見ないでネ             | 岩谷時子         | 森本太郎         | 川口真           | US-707           |
| 5                | 1971年 11月      | A面              | 恋をするとき           | 岩谷時子         | 宮川泰           | 宮川泰           | US-726           |
| 5                | 1971年 11月      | B面              | 星へ行く汽車           | 岩谷時子         | 宮川泰           | 宮川泰           | US-726           |
| 6                | 1972年 3月       | A面              | ひまわり日記           | 安井かずみ       | 平尾昌晃         | 馬飼野康二       | US-735           |
| 6                | 1972年 3月       | B面              | お隣りのケンちゃん     | 安井かずみ       | 平尾昌晃         | 馬飼野康二       | US-735           |
| 7                | 1974年 4月       | A面              | わかって欲しいの       | 岩谷時子         | 平尾昌晃         | 竜崎孝路         | US-817           |
| 7                | 1974年 4月       | B面              | 愛のリボン             | 岩谷時子         | 平尾昌晃         | 竜崎孝路         | US-817           |
| エイフォース     |                  |                  |                        |                  |                  |                  |                  |
| 8                | 2013年 11月20日  | 01               | 同窓会〜ノスタルジア〜 | 川上順子         | 鈴木裕子         | 鈴木裕子         | YZWG-15131       |
| 8                | 2013年 11月20日  | 02               | 愛を歌わないで         | 梅原司平         | 梅原司平         | 鈴木裕子         | YZWG-15131       |

### アルバム
| 発売日         | レーベル         | 規格 | 規格品番   | アルバム |
| -------------- | ---------------- | ---- | ---------- | --- |
| 1970年12月     | ユニオンレコード | LP   | JLP-508    | 京子ちゃんの魅力 幸せってなに？ Side:A 1. プロローグ 2. 幸せってなに？ 3. すっ跳べ青春 4. 星を買いにゆこう 5. 知らない人の群の中を Side:B 1. 幸せは誰に来るの 2. 見ないでネ！ 3. 雨上がりの恋 4. そっとしていてネ！ 5. エピローグ |
| 2014年4月16日  | SOLID RECORDS    | CD   | CDSOL-1563 | 京子ちゃんの魅力 幸せってなに？ Side:A 1. プロローグ 2. 幸せってなに？ 3. すっ跳べ青春 4. 星を買いにゆこう 5. 知らない人の群の中を Side:B 1. 幸せは誰に来るの 2. 見ないでネ！ 3. 雨上がりの恋 4. そっとしていてネ！ 5. エピローグ |
| 2002年12月18日 | ポニーキャニオン | CD   | PCCA-1833  | 吉沢京子★ベスト 1. プロローグ 2. 幸せってなに? 3. 知らない人の群のなかを 4. すっ跳べ青春 5. 雨あがりの恋 6. そっとしといてネ! 7. 星を買いにゆこう 8. 最近気になること 9. 見ないでネ 10. 恋をするとき 11. 星へ行く汽車 12. ひまわり日記 13. お隣のケンちゃん 14. わかって欲しいの 15. 愛のリボン 16. 幸せは誰に来るの 17. エピローグ                   |
| 2017年9月6日   | アクトラス       | CD   | YZAC-3     | alive ※ 注記以外、作曲・編曲:鈴木裕子 ※ 3～6は朗読作品 1. alive（作詞：吉沢京子） 2. わらべ（作詞：鈴木裕子） 3. 巨大な弁当（作詞：吉村金一） 4. シャンソン（作詞：吉沢京子、作曲：現在未定） 5. りはあさるを終えて（作詞:未定） 6. トップオブザワールド（作詞：未定、作曲：Richard Carpenter、John Betts） 7. 同窓会〜ノスタルジア（作詞：川上順子） |

#### その他
1. スナッキーで踊ろう（1968年1月、日本コロムビア / SAS-1033）
  - 歌：海道はじめ & スナッキー・ガールズ（吉沢と、小山ルミ、羽太幸得子によるユニット）。
  - 作詞：三浦康照 / 作曲・編曲：船村徹
  - プリマハム「スナッキー」とのタイアップが行われた。
2. 沖雅也 オン・ステージ（1972年、ユニオンレコード / ULP-2008）
  - 1972年8月13日に大分文化会館で開催された沖雅也のライブの実況録音盤。A面収録の「君といつまでも（童謡メドレー）」に参加。

### タイアップ曲
| 年     | 楽曲              | タイアップ                                              |
| ------ | ----------------- | ------------------------------------------------------- |
| 1970年 | すっ跳べ青春      | 東宝映画「バツグン女子高校生 16才は感じちゃう」主題歌   |
| 1970年 | そっとしといてネ! | 東宝映画「バツグン女子高校生 そっとしといて16才」主題歌 |
| 1971年 | 恋をするとき      | 日本テレビ系ドラマ「さぼてんとマシュマロ」主題歌        |
| 1974年 | わかって欲しいの  | テレビ朝日系ドラマ「パパ愛してる!!」主題歌              |
| 1974年 | 愛のリボン        | テレビ朝日系ドラマ「パパ愛してる!!」挿入歌              |

## 写真集
- 吉沢京子写真集（1982年、集英社、撮影：池谷朗）